# Stary cmentarz żydowski w Mikołowie
Stary cmentarz żydowski w Mikołowie – to nieistniejąca nekropolia żydowskiej społeczności Mikołowa. Powstał prawdopodobnie w XVII wieku. Po wojnie, w latach 70., na miejscu zniszczonego kirkutu wzniesiono osiedle mieszkaniowe (osiedle Słowackiego).